# Hipposideros boeadii
Hipposideros boeadii — є одним з видів кажанів родини Hipposideridae.

## Поширення
Країни поширення: Індонезія. Всі особини цього виду були захоплені в порушених тропічних лісах низовини.

## Загрози та охорона
Загрози для цього виду не відомі. Цей вид був зібраний у національному парку (англ. Rawa Aopa Watumohai National Park).